# Andreas Moschinski-Wald
Andreas Moschinski-Wald (* 21. August 1963 in Mainz als Andreas Wald) ist ein deutscher Kommunalpolitiker, Manager und Professor.

## Werdegang
Andreas Moschinski-Wald schloss sein Studium als Diplom-Verwaltungswirt (FH) ab. Im Jahr 1996 promovierte Wald mit einer Arbeit über das „Personalmanagement für die kommunale Praxis“. Andreas Moschinski-Wald ist Vater von drei Kindern, darunter Zwillinge. Nach der Hochzeit nahm Wald im Jahr 1997 zusätzlich den Nachnamen seiner Ehefrau an.

### Karriere in Wirtschaft und Politik
Im Jahr 1996 war Wald als Referent im Gemeinde- und Städtebund in Rheinland-Pfalz tätig. 1997 wurde Moschinski-Wald als Mitglied der CDU als Bürgermeister in Bad Homburg vor der Höhe durch SPD und CDU ernannt und war dort zunächst als Finanzdezernent tätig. Als Bürgermeister war er, entgegen dem Amt des Oberbürgermeisters, nicht direkt durch die Bürger gewählt.
Nach einer Auseinandersetzung mit dem Oberbürgermeister Reinhard A. Wolters im Jahr 1999 wurde Wald das einflussreiche Finanzdezernat entzogen, sodass er nur noch auf weniger einflussreichen Dezernaten tätig war.
Daraufhin beantragte er im März 2001 beim Magistrat, für die restlichen zwei Jahre seiner Amtszeit unbezahlt beurlaubt zu werden.
In den Jahren 2000 und 2001 war Wald Aufsichtsratsvorsitzender verschiedener Lübecker Aktiengesellschaften, wie der Roch Prüfdienste AG, der Heyke, Redlich, Schweers AG sowie Seed- und Start up-Stadt AG.

### Deutsche Bahn
Ende des Jahres 2001 übernahm Moschinski-Wald eine Managementaufgabe bei der Deutschen Bahn AG im Regionalverkehr, als dieser dort zum Vorsitzenden der Regionalleitung Baden-Württemberg, der DB Regio AG, Stuttgart ernannt wurde. Die Deutsche Bahn hatte zuvor den gesamten Regionalverkehr neu gegliedert und zum 1. Januar 2002 ihren Deutschlandverkehr in neun Regionen unterteilt.
Im Jahr 2008 war Wald zeitweilig als designierter Finanzvorstand für die Personenverkehrstochter der Österreichischen Bundesbahnen im Gespräch, jedoch sagte er der ÖBB trotz erster Zusage ab. Wald war weiterhin als Regionalbereichsleiter bei DB Regio Baden-Württemberg tätig und nahm darüber hinaus Aufsichtsratsmandate bei der DB ZugBus Regionalverkehr Alb-Bodensee GmbH sowie innerhalb des Verkehrs- und Tarifverbund Stuttgart GmbH wahr.
Unter seiner Verantwortung unterlief DB Regio ein Formfehler in ihrem Angebot in der Ausschreibung um die Stuttgarter Netze, wobei er diesen vermutlich nicht persönlich begangen hat. Zum 1. Juni 2016 wurde Wald als Regionalleiter von DB Regio abgelöst. Nachfolger wurde, zum 1. Juli 2016, David Weltzien.
Zum 1. November 2016 wechselte Wald in die Chefetage der Abellio Rail Baden-Württemberg GmbH. 2018 verließ Moschinski-Wald das Unternehmen und widmete sich verstärkt seiner Lehrtätigkeit.

### Universitätslaufbahn
2011 wurde Moschinski-Wald von der Fachhochschule Mannheim zum Professor berufen und lehrte dort an der Fakultät für Wirtschaftsingenieurwesen die Lehrgebiete Allgemeine Betriebswirtschaftslehre und Controlling bis 2015. Er war von 2011 bis 2015 zudem Mitglied des Instituts für Unternehmensführung (IfU) der Hochschule Mannheim.
Es folgte 2015 die Gastprofessur an der Tongji-Universität in Shanghai China. Von 2018 bis 2019 trat Andreas Moschinski, als Dozent des Finanzwesens, der Türkisch-Deutschen Universität bei. Er ist unter anderem für die Entwicklung von Kontakten zu deutschen Unternehmen in der Türkei und für den internationalen Austausch im Rahmen des europäischen Erasmus-Programms verantwortlich.
Im Jahr 2019 wird er zum Professor für Finanzen und Controlling ernannt. Kern seiner Lehre sind Finanz- und Controlling-Themen der operativen und strategischen Unternehmensführung. Hierzu zählen die Allgemeine Betriebswirtschaftslehre, Finanzen/Controlling, Investition und Finanzierung sowie Kosten- und Leistungsrechnung. Sein Forschungsschwerpunkt liegt in der Führung von Unternehmen des Öffentlichen Sektors.
In seiner Forschung kooperiert Moschinski mit international tätigen Unternehmen wie BASF, BMW, der DB Netz AG, Lidl und Mercedes-Benz. Dazu zählen beispielsweise die Arbeiten zur Analyse und Untersuchung Pilotinstallation eines Automatischen Verlade Systems (AVS).

## Auswahl der Aufsichtsratsmandate und Gremien
- ab 11/2017 – dto.: Vorsitzender des Aufsichtsrats bei der Baden-Württemberg-Tarif GmbH
- 01/2002 – 09/2016: Mitglied des Aufsichtsrates der Verkehrsverbund Stuttgart GmbH
- 10/2005 – 09/2016: Stv. Vorsitzender des Aufsichtsrates der Regionalverkehr Alb-Bodensee GmbH
- 10/2009 – 10/2016: Stv. Vorsitzender des Verwaltungsrates Eisenbahnen des Verbands Deutscher Verkehrsunternehmen
- 02/1997 – 06/2001: Vorsitzender der Betriebskommission der Stadtwerke Bad Homburg v. d. H.
- 02/1997 – 09/1999: Mitglied des Verwaltungsrates der Kur- und Kongress GmbH Bad Homburg v. d. H.
- 03/1997 – 10/1999: Mitglied des Finanzausschusses des Hessischen Städtetages
- 06/1997 – 06/2001: Mitglied des Vorstandes des Wasserbeschaffungsverband Taunus
- 06/1997 – 06/2001: Mitglied des Hauptausschusses des Hessischen Arbeitgeberverbandes der Gemeinden und Kommunalverbände[25]

## Kontroversen
Mit einer als „Dienstwagen-Affäre“ bezeichneten Kontroverse wurde Moschinski-Wald im Jahr 1999 im Schwarzbuch des Deutschen Steuerzahlerbundes erwähnt. Während seiner Zeit als Bürgermeister von Bad Homburg vor der Höhe verursachte er Zusatzkosten von mindestens 50.000 Mark jährlich, indem er mit einem Dienstwagen und Fahrer täglich von seinem Wohnort Mainz zu seinem Arbeitsplatz in Bad Homburg gefahren wurde – obgleich in der ursprünglichen Stellenbeschreibung die Erwartung vorgegeben war, dass der zukünftige Bürgermeister nach Bad Homburg hätte ziehen müssen.

## Schriften (Auswahl)
- Gebührenkalkulation für Feuerwehreinsätze (2003), ISBN 978-3-936151-01-5
- Kostenrechnung für kommunale Bauhöfe (2002), ISBN 978-3-936151-03-9
- Friedhofsrecht und Kalkulation von Friedhofsgebühren (2001), ISBN 3-936151-00-8
- Personalmanagement für die kommunale Praxis (1996), ISBN 3-503-03914-7